# Bernardo Beiguelman
Bernardo Beiguelman (Santos, 15 de maio de 1932 – São Paulo, 6 de outubro de 2010) foi um proeminente geneticista, pesquisador e professor universitário brasileiro.
Comendador e grande oficial da Ordem Nacional do Mérito Científico e membro titular da Academia Brasileira de Ciências, foi o fundador do Departamento de Genética Médica da Faculdade de Ciências Médicas da Universidade Estadual de Campinas (Unicamp). Fundou também o primeiro Ambulatório de Genética Clínica do Brasil, em 1969, na Faculdade de Ciências Médicas da Unicamp.
Teve papel fundamental na compreensão do papel dos mecanismos hereditários na susceptibilidade à hanseníase, assim como como nos estudos sobre a genética e os fatores determinantes da frequência de nascimentos de gêmeos.

## Biografia
Bernardo nasceu na cidade de Santos, no litoral de São Paulo, em 1932. Era filho de Rafael Beiguelman e Cecília Bilard Beiguelman, imigrantes judeus que vieram da Polônia. A família vivia em um bairro operário e em condições bastante humildes, que se esforçou bastante para mandar os filhos para a universidade. Era irmão de Paula Beiguelman (1926-2009), cientista política e professora emérita da Faculdade de Filosofia, Letras e Ciências Humanas da Universidade de São Paulo, que foi aposentada de maneira forçada pelos militares, em 1969, por sua atividade política e intelectual na universidade.
Cursou todo o ensino básico em Santos e ingressou no curso de História Natural na Universidade de São Paulo (USP), graduando-se em 1953, onde se especializou em Biologia (1953 - 1954) e em Genética Humana (1959). Em 1961 obteve o doutorado em ciências biológicas e livre-docência em genética em 1969, ambos pela USP. Logo após sua formatura, Bernardo se tornou professor do ensino médio, onde começou, por conta própria, a estudar a flora do Cerrado brasileiro, onde pode aprender por conta própria lições de fisiologia. No final dos anos 1950, Bernardo se mudou para a cidade de Marília, onde lecionou biologia na Escola Estadual de Filosofia. Algum tempo depois, Bernardo se mudou para Campinas, tornando-se professor da Faculdade de Medicina da Unicamp, de onde se aposentou como professor emérito, em 1997.
Em sua carreira científica foi autor de mais de 450 publicações entre artigos, livros, capítulos de livros, comunicações e resumos em congressos e simpósios dentro e fora do Brasil. Foi palestrante e convidado em várias instituições brasileiras e estrangeiras. Foi conselheiro da Organização Mundial da Saúde por 20 anos e membro da Academia Brasileira de Ciências e da Academia de Ciências do Estado de São Paulo.
Foi membro do corpo de revisores da nomenclatura internacional de doenças do Council for International Organization of Medical Sciences (“CIOMS”). Foi incluído, por indicação dos seus colegas, entre os cem cientistas e instituições científicas fundamentais que deram contribuições decisivas para o progresso do Brasil e da ciência.

## Vida pessoal
Bernardo era casado com Sylvia Ehrenfreund Beiguelman, com quem teve quatro filhos: Giselle, Evane, Lilian e Luciano Heitor Beiguelman. Em 1 de fevereiro de 2000, Luciano, que era delegado do GOE, reagiu a um assalto à mão armada, foi perseguido por três ladrões e morto a tiros no Itaim Bibi, na capital paulista. Um dos suspeitos do crime só foi preso em 2013 após uma operação da polícia civil, em Guarulhos. A família nunca se recuperou da morte de Luciano.

## Morte
Bernardo sofria de problemas renais e morreu em 6 de outubro de 2010, em São Paulo, aos 78 anos, devido a problemas respiratórios. Deixou a esposa, filhos e cinco netos. Ele foi sepultado no Cemitério Israelita do Butantã, ao lado da irmã e do filho. Todo o seu acervo particular e sua biblioteca foram abertos ao público na Unicamp no Centro de Memória e Arquivo da Faculdade de Ciências Médicas.

## Publicações selecionadas
- CitoGenética Humana, 2018;
- Os Sistemas Sanguíneos Eritrocitários, 2003;
- Curso Prático de Bioestatística, 2002;
- O estudo de gêmeos, 2001;
- Dinâmica dos Genes nas Famílias e nas Populações, 1995;
- Farmacogenética E Sistemas Sanguíneos Eritrocitários, 1983;